# 厉庄乡
厉庄乡，是中华人民共和国河南省開封市通许县下辖的一个乡镇级行政单位。

## 行政区划
厉庄乡下辖以下地区：
厉庄村、东巨岗村、范庄村、马庄村、万寨村、桂店村、云庄村、付一村、付二村、万庄村、张庙村、西巨岗村、刘庄村、于庄村、犁掩庄村、坡于村、靳岗村、前柏岗村、后柏岗村、双楼村、安王庄村、毛李村和塔湾村。